# Muang Phôn-Hông
Muang Phôn-Hông (laot. ໂພນໂຮງ) – miasto w północnej części Laosu, w prowincji Wientian, której jest stolicą.